# Dejan Sorgić
Dejan Sorgić (sinh ngày 15 tháng 9 năm 1989) là một cầu thủ bóng đá người Serbia thi đấu ở vị trí tiền đạo cho FC Thun.

## Sự nghiệp
Vào ngày 20 tháng 7 năm 2016, anh gia nhập FC Thun với bản hợp đồng thời hạn 2 năm.

## Thống kê sự nghiệp
Tính đến trận đấu diễn ra ngày vào ngày 18 tháng 3 năm 2018
| Câu lạc bộ          | Mùa giải            | Giải vô địch                          | Giải vô địch | Giải vô địch | Cúp     | Cúp       | Cúp Liên đoàn | Cúp Liên đoàn | Khác    | Khác      | Tổng cộng | Tổng cộng |
| Câu lạc bộ          | Mùa giải            | Hạng đấu                              | Số trận      | Bàn thắng    | Số trận | Bàn thắng | Số trận       | Bàn thắng     | Số trận | Bàn thắng | Số trận   | Bàn thắng |
| ------------------- | ------------------- | ------------------------------------- | ------------ | ------------ | ------- | --------- | ------------- | ------------- | ------- | --------- | --------- | --------- |
| Luzern              | 2008–09             | Giải bóng đá vô địch quốc gia Thụy Sĩ | 1            | 0            | 0       | 0         | —             | —             | —       | —         | 1         | 0         |
| Luzern              | 2009–10             | Giải bóng đá vô địch quốc gia Thụy Sĩ | 5            | 0            | 0       | 0         | —             | —             | —       | —         | 5         | 0         |
| Luzern              | 2010–11             | Giải bóng đá vô địch quốc gia Thụy Sĩ | 1            | 0            | 0       | 0         | —             | —             | —       | —         | 1         | 0         |
| Luzern              | 2011–12             | Giải bóng đá vô địch quốc gia Thụy Sĩ | 1            | 0            | 0       | 0         | —             | —             | —       | —         | 1         | 0         |
| Luzern              | 2012–13             | Giải bóng đá vô địch quốc gia Thụy Sĩ | 1            | 0            | 0       | 0         | —             | —             | —       | —         | 1         | 0         |
| Luzern              | Tổng cộng           | Tổng cộng                             | 9            | 0            | 0       | 0         | 0             | 0             | 0       | 0         | 9         | 0         |
| FC Schaffhausen     | 2013–14             | Swiss Challenge League                | 17           | 1            | 1       | 0         | —             | —             | —       | —         | 18        | 1         |
| Thun                | 2016–17             | Giải bóng đá vô địch quốc gia Thụy Sĩ | 32           | 15           | 0       | 0         | —             | —             | —       | —         | 32        | 15        |
| Thun                | 2017–18             | Giải bóng đá vô địch quốc gia Thụy Sĩ | 18           | 4            | 3       | 1         | —             | —             | —       | —         | 21        | 5         |
| Thun                | Tổng cộng           | Tổng cộng                             | 50           | 19           | 3       | 1         | 0             | 0             | 0       | 0         | 53        | 20        |
| Tổng cộng sự nghiệp | Tổng cộng sự nghiệp | Tổng cộng sự nghiệp                   | 76           | 20           | 4       | 1         | 0             | 0             | 0       | 0         | 80        | 21        |